# Доріс Нойнер
Доріс Нойнер  (нім. Doris Neuner, нар. 10 травня 1971) — австрійська саночниця, олімпійська чемпіонка.

## Виступи на Олімпіадах
| Олімпіада        | Дисципліна       | Місце |
| ---------------- | ---------------- | ----- |
| Альбервіль 1992  | одиночний розряд | 1     |
| Ліллехаммер 1994 | одиночний розряд | 10    |